# 大塚健伸
大塚 健伸（おおつか けんじ、1965年6月30日 - ）は、大阪府出身の元プロ野球選手（投手）。左投左打。

## 経歴
大阪府の大阪貿易学院高等学校（現：開明高等学校）では3年夏の府大会で同校最高成績となる5回戦進出に貢献、テストを受けて1983年にドラフト外で近鉄バファローズに入団した。
主に打撃投手の役割で一軍公式戦登板のないまま、1989年限りで引退した。
引退後は物流関係の仕事に就いている。

## 選手としての特徴
切れのあるカーブとシュートが武器のサイドスロー左腕であった。

## 詳細情報

### 年度別投手成績
- 一軍公式戦出場なし

## 詳細情報

### 背番号
- 79（1984年 - 1985年）
- 67（1986年 - 1989年）